# フォッカーの懲罰

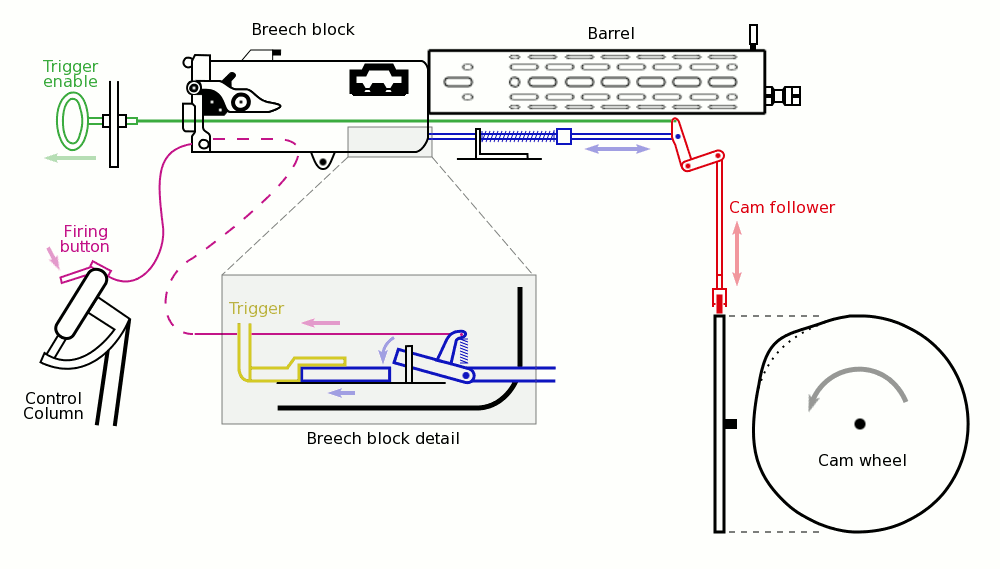
フォッカーのプロペラ同調装置のメカニズム図解

フォッカーの懲罰（フォッカーのちょうばつ、Fokker Scourge）とは、第一次世界大戦中の1915年夏、連合軍の軽武装の偵察機に対してドイツ帝国陸軍航空隊のフォッカー単葉戦闘機が猛威をふるったことを指してイギリスのメディアが生み出した見出し語である。

## 背景
第一次世界大戦の初期の数ヶ月、空対空戦闘はありあわせの武器によってはじめられた。やがて敵機と戦うための戦闘機として初めてイギリスのヴィッカース F.B.5が設計され、フランスもまた機関銃を備えたモラーヌ・ソルニエ LやNを生産した。この点、ドイツ航空部隊は連合国に後れを取っていたが、それはすぐに、しかも劇的に変わることとなった。
1915年7月、発射された弾丸がプロペラに当たらない「プロペラ同調装置」を備えた機銃が機首部分に取り付けられた最初の戦闘機をドイツ軍は戦場にデビューさせた。それがフォッカー E.I戦闘機である。同調装置が無く扱いにくい場所に機銃を取り付けた従来の連合国側の戦闘機よりもドイツ軍のフォッカー E.I は優位に立つこととなった。英語でも「アインデッカー（Eindecker）」（単葉機を意味するドイツ語）として知られるこのフォッカー E.I とその後継機はまた、ドイツが連合国に対抗して送り出した最初の戦闘機でもあった。

## 結果

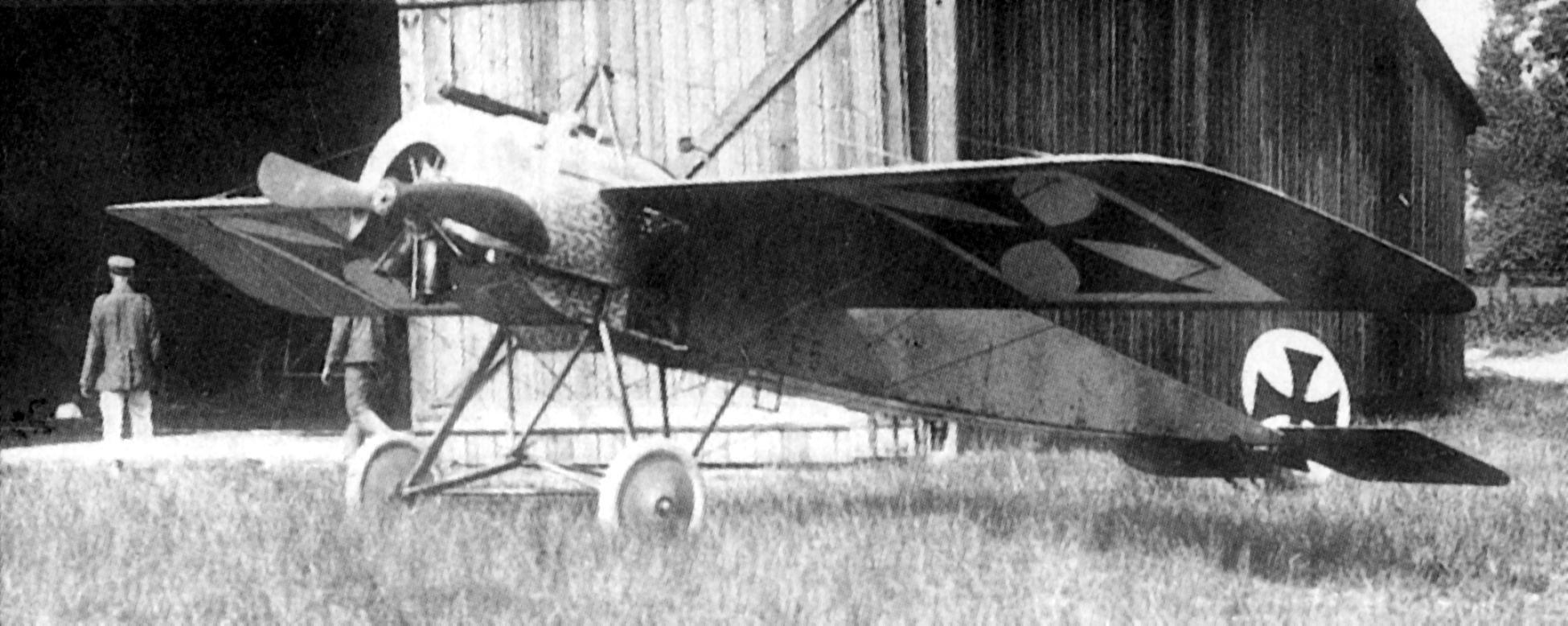
ドイツ軍エースのひとり、クルト・ヴィントゲンス乗機のプロペラ同調（射撃）装置を装備したフォッカー アインデッカー。1915年7月撮影。

1915年の夏が終わる頃にはドイツは制空権を掌握し、連合国にとって、不可欠な情報を得るために偵察を繰り返すことはますます危険なものとなっていった。また特に連合国側の偵察機の無防備さも明らかとなった。ドイツの初期の撃墜王、マックス・インメルマンやオスヴァルト・ベルケらが活動し始めたのもこの時期である。
しかし実際の連合国の犠牲者の数は、1917年・1918年の激しい空中戦と比較すると、さまざまな理由によりごくわずかなものであった。アインデッカーの配備は、各偵察飛行隊に1ないし2機という、圧倒的というにはほど遠いもので、ドイツがイギリスにならって戦闘機のみの飛行隊を編成するのはその後1年ほど経ってのことである。またアインデッカーはその武装こそ先進的であったものの、機体自体は戦前のフランスのレーサー機を基にした平凡なものだった。
にもかかわらず、ドイツが航空戦で、しかも極めて強力に反撃してきたという事実は士気への大きな衝撃をもたらし、イギリスでは大きな問題となった。
連合国にとって幸いなことに、フォッカーに技術的に対抗できる2つの新戦闘機（F.E.2bとエアコー DH.2）が、すでにイギリスで生産に移されていた。この2機種はいずれも推進式で、プロペラとの同調装置なしに前方に機銃を発射することができた。F.E.2bは第20飛行隊に配備されて1916年1月に、DH.2は2月に前線に登場した。フランスでは、小型の牽引式複葉機であるニューポール 11が、プロペラ回転面の外側から前方に発射できる機関銃を装備して、1916年1月に第3飛行隊に配備され、ドイツ機に立ち向かった。これらの新型戦闘機によって連合国は再び制空権を確立し、ソンムの戦いに間に合わせた。そして「フォッカーの懲罰」も終わりを告げた。なお、空中戦の実態としては、フォッカー機自体の配備数が少ないため、「フォッカーの懲罰」と言われつつも、1915年7月から1916年１月までの間に空中戦で撃墜された英軍機は19機しかなく、そのうちフォッカー機に撃墜された英軍機は９機しかない。
とはいえ、プロペラ同調機銃はその後速やかにニューポール機の後期型やイギリスの戦闘機の標準装備となり、戦争の残りの期間、戦闘機はそれをもって戦った。

## その後
「フォッカーの懲罰」と同様、それに続いた連合国の制空権の期間も長くは続かなかった。1916年8月までにドイツは専門の戦闘機隊（Jasta）を編成した。そこには1916年8月にアルバトロス D.II、1916年12月にはアルバトロス D.IIIが配備され、ドイツは再び制空権を握ることができた。1917年4月にはイギリス陸軍航空隊（Royal Flying Corps）は膨大な損失を出した “血の4月”（Bloody April）を経験することになる。
その後2年を経て連合国側の航空戦力は質・量ともにドイツを圧倒し、ドイツ空軍は小さな戦線の限定的な支配力しか維持できなくなるほど弱体化していた。そしてそのわずかの戦力すら危ういと思われていた頃、ドイツ軍は新型機開発の計画を急ピッチで進めていた。その結果生まれたのが有名なフォッカー D.VIIであり、短い期間ではあったがかつての「フォッカーの懲罰」が再現されることとなった。フォッカー D.VIIの脅威は極めて甚大で、休戦協定の条件として戦勝国側はドイツにフォッカー D.VII全機の引渡しを要求したほどであった。